# Henri Petri
Henri Wilhelm Petri (Zeyst prop d'Utrecht, Països Baixos, 5 d'abril de 1856 - Dresden, Alemanya. 7 d'abril de 1914) fou un violinista, director d'orquestra i compositor neerlandès.
Fill i net de músics, mostrà des de molt jove la seva afició i fou deixeble de Dahmen i de Joachim a Berlín, estudiant, per acabar, en el Conservatori de Brussel·les. Fou violinista de les orquestres de Sonderhausen (1877) Hannover (1881) i de la Gewandhaus de Leipzig (1882), succeint més tard a Lauterbach en la direcció de l'orquestra reial de Dresden.
Fundà el quartet del seu nom, amb el qual va recórrer les principals ciutats d'Europa, adquirint una merescuda anomenada.
Va compondre diverses obres per a violí i edità els concerts de Spohr, Bach i Mozart i els estudis de Rode, Kreutzer i Viotti.
Petri va fer molts concerts, els quals es distingien per la seguretat i classicisme de la seva execució.